# District de Gyál
Le district de Gyál (en hongrois : Gyáli járás) est un des 18 districts du comitat de Pest en Hongrie. Créé en 2013, il compte 24 993 habitants et rassemble 4 localités : 2 communes et 2 villes dont Gyál, son chef-lieu.

## Localités
- Alsónémedi
- Felsőpakony
- Gyál
- Ócsa